# Barycnemis harpura
Barycnemis harpura là một loài tò vò trong họ Ichneumonidae.